# Tomba di Campu Lontanu
La tomba di Campu Lontanu (o Campu Luntanu) è un sito archeologico situato nel comune di Florinas, nella città metropolitana di Sassari. Il monumento funebre è della stessa tipologia di altri sparsi nel territorio, tale tipologia è detta "domus a prospetto architettonico" ed è caratteristica del sassarese.
La tomba venne ricavata scavando un masso erratico di calcare distaccatosi dal vicino costone di Rocca Bianca. Sulla facciata principale, dotata di ingresso, fu realizzata una "stele centinata" alta quasi 4 metri sulla cui sommità erano originariamente posti tre piccoli betili. Nella facciata posteriore è osservabile un altro piccolo ingresso, forse di epoca anteriore.
La cultura materiale rinvenuta durante gli scavi è di tipo Bonnanaro (prima età del bronzo).

## Galleria d'immagini

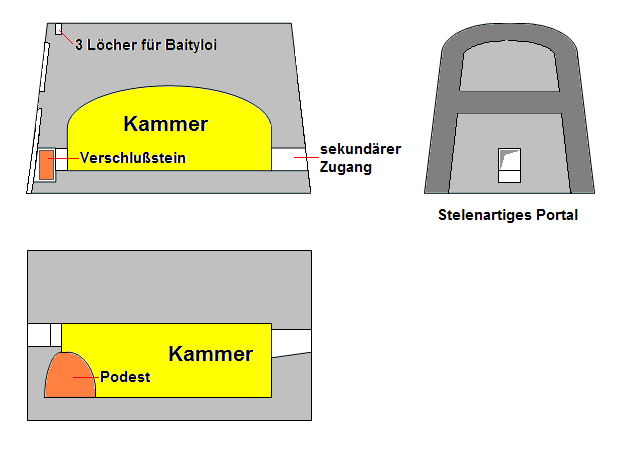
Pianta, prospetto principale e sezione
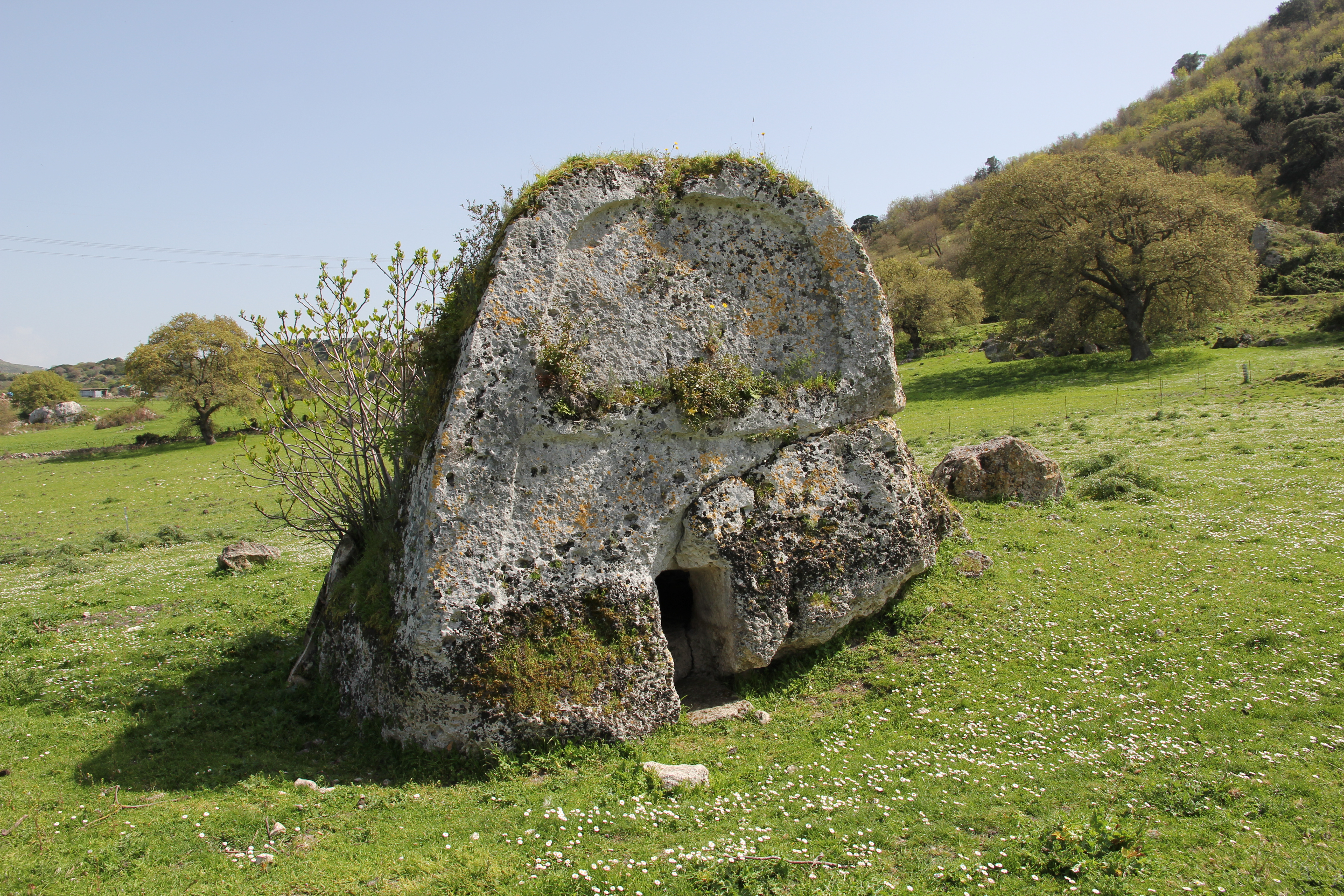
Il prospetto
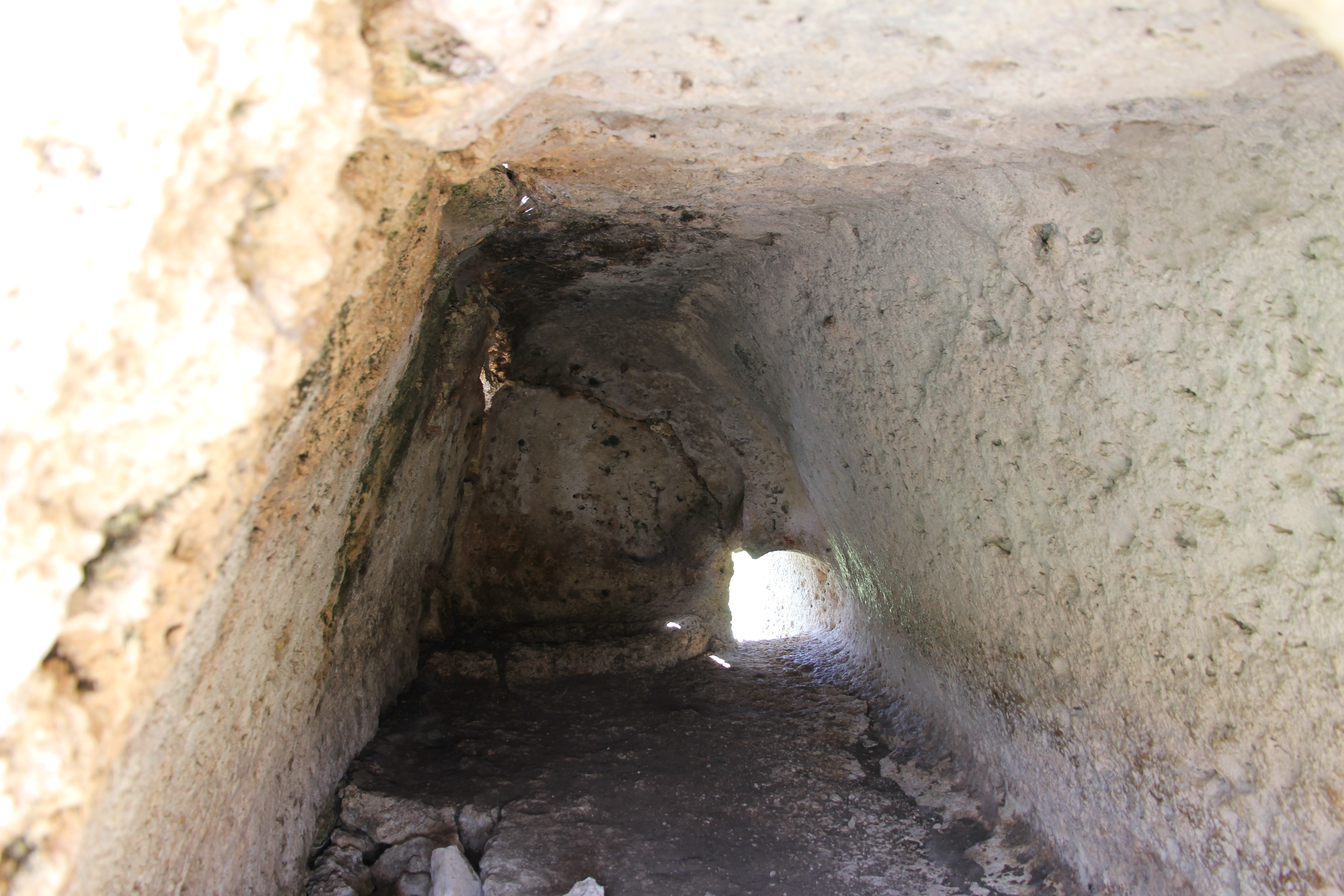
L'interno